# تفکیک زباله

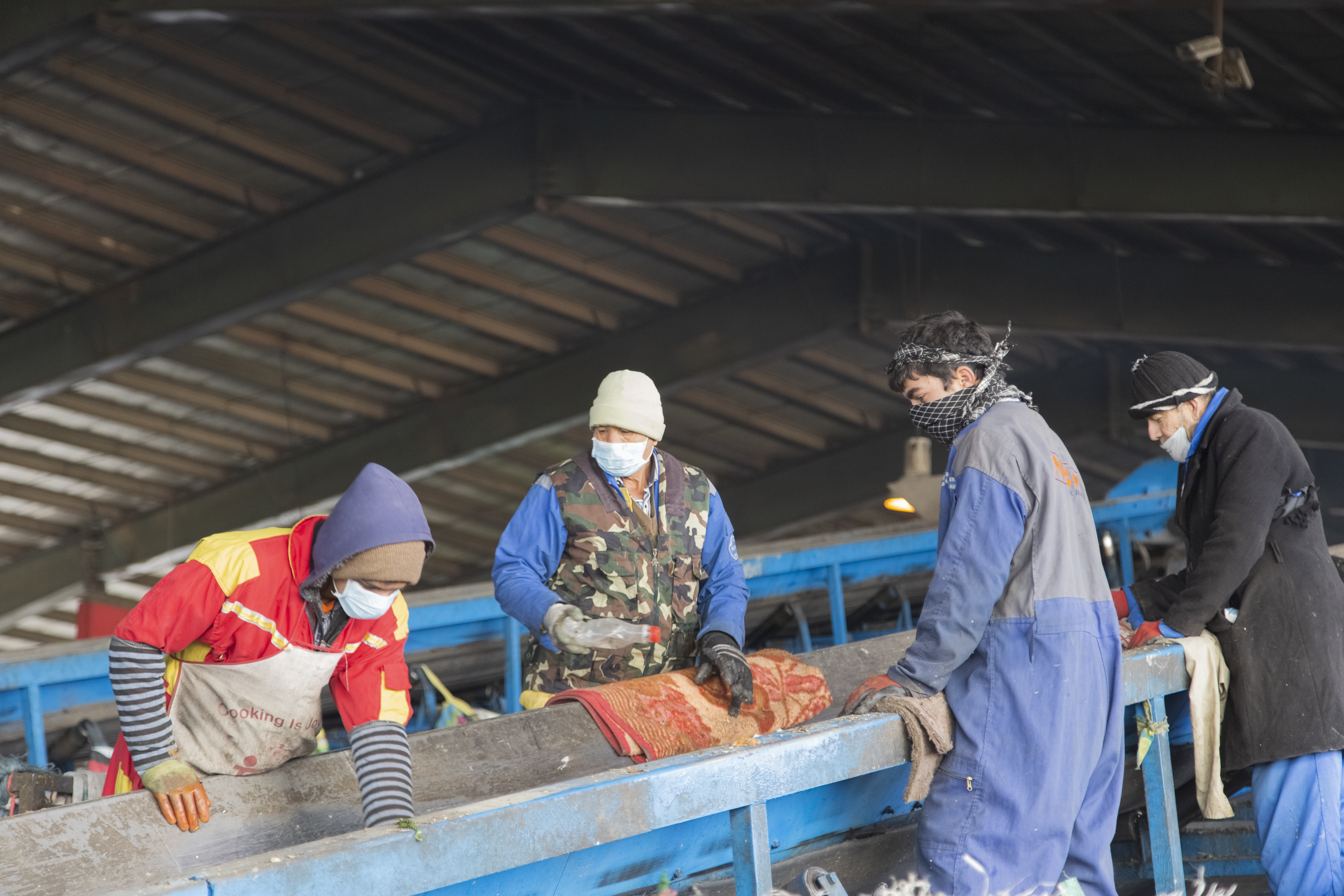
تفکیک زباله به صورت دستی و توسط کارگران در سایت پسماند آرادکوه شهر تهران

تفکیک زباله، تفکیک زباله یا دسته‌بندی زباله (به انگلیسی: Waste sorting) فرایندی است که از طریق آن زباله را به عناصر مختلف تفکیک می‌کنند. طبقه‌بندی ممکن است به صورت دستی در خانه‌ها انجام گیرد و با طرح‌های جمع‌آوری از کنار خیابان جمع‌آوری آن انجام گیرد یا اینکه تفکیک به صورت اتوماتیک در تأسیسات بازگردانی مواد یا تأسیسات بیولوژیکی انجام گیرد. طبقه‌بندی دستی اولین روشی بود که در تاریخ طبقه‌بندی زباله از آن استفاده شد.
همچنین طبقه‌بندی ممکن است در مرکز بازیافت زباله‌های خانگی انجام شود.
تفکیک زباله به معنی جداسازی زباله‌ها به دو گروه تر و خشک است. زباله خشک شامل چوب و محصولات وابسته به آن، فلزات و شیشه می‌شود. زباله تر را نیز می‌توان بر اساس قابل تجزیه بودن یا تجدیدناپذیری تفکیک کرد.
دفن زباله در چاله یکی از مشکلات رو به رشد است، اگرچه هر چه پیشتر می‌رویم زمین برای چال کردن زباله کمتر پیدا می‌شود زباله رو به فزونی می‌نهد. از این رو تفکیک زباله نه تنها از نظر زیست‌محیطی اهمیت دارد بلکه از نظر اقتصادی نیز دارای اهمیت است.
استفاده از دستگاه زباله خردکن یا زباله محوکن خانگی کمک شایانی به تفکیک زباله از مبدأ می‌کند، بدین صورت که تقریباً کل زباله تر خانگی را از بین برده و تنها زباله‌های قابل بازیافت باقی می‌ماند.

## روش‌ها

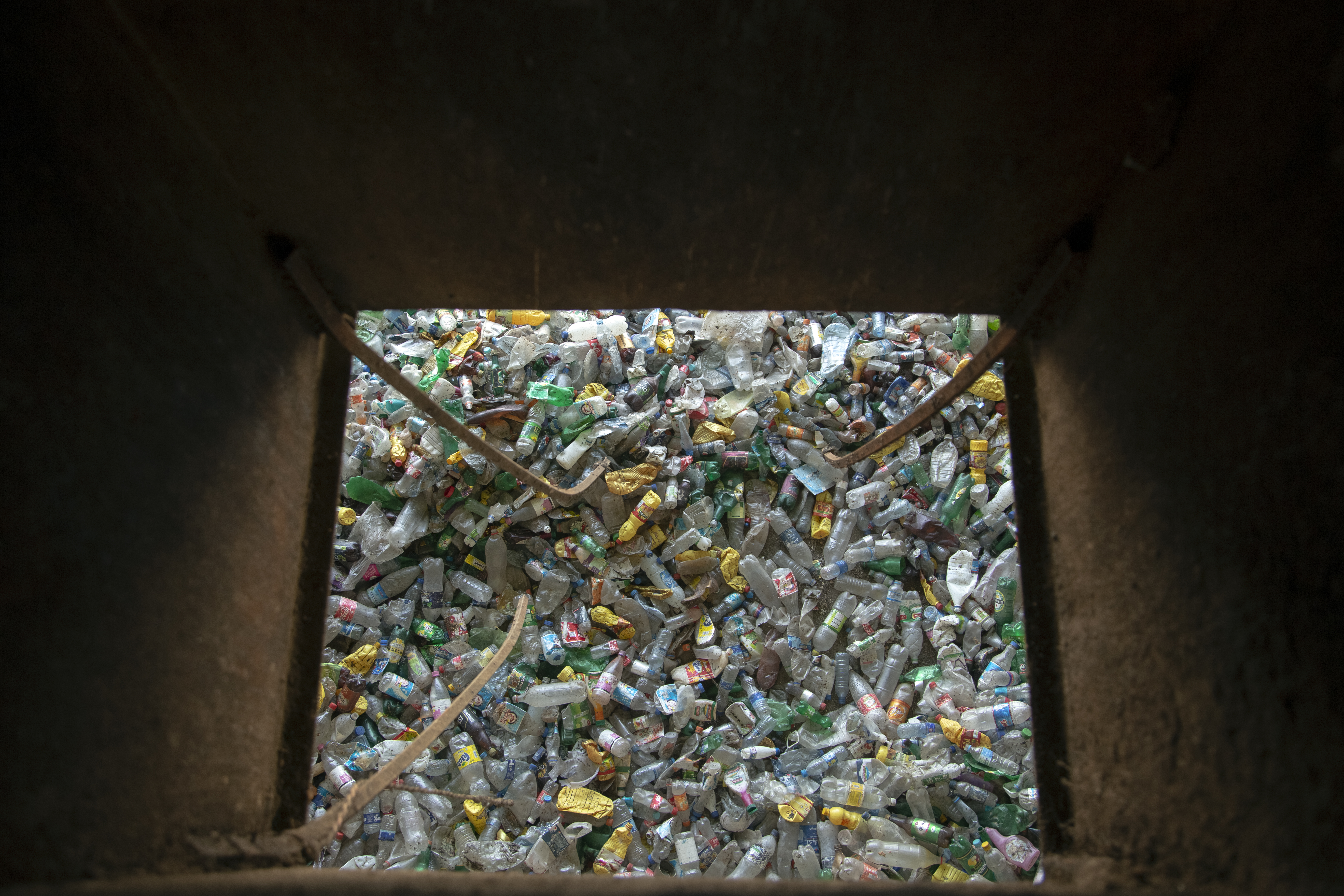
تفکیک زباله‌های پلاستیکی در مرکز پسماند شهر قزوین

تفکیک زباله از مبدأ صورت بگیرد. اینکه طبقه‌بندی زباله‌ها چگونه انجام بشود را سامانه‌های محلی امحای زباله تعیین می‌کنند. معمولاً دسته‌های زیر معمولند:
- کاغذ
- مقوا
- شیشه
- پلاستیک
- قطعات فلزی
- کمپوست
- زباله خطرناک/خاص
- سایر زباله‌ها

زباله ارگانیک به صورت زیر می‌تواند برای امحا تفکیک شود:
- باقیمانده غذا در صورتی که به گوشت نخورده باشد، زیرا باکتری سرایت نمی‌یابد
- پوست و باقیمانده میوه و سبزی که با سایر مواد آن‌ها را نیز می‌توان به کمپوست تبدیل کرد. سایر زباله‌ها می‌تواند شامل شاخه گل، درهای چوب پنبه‌ای، خاکستر قهوه، میوه پوسیده شده، تخم مرغ گندیده، الی آخر باشد. مسئولان محلی جمع‌آوری زباله می‌توانند سطل زباله‌های بازیافت را برای کمک به تفکیک فراهم کنند.[۱]

## سطل بازیافت
سطل‌های بازیافت به سطل‌هایی می‌گویند که پیش از بردن زباله‌ها به مرکز بازیافت زباله‌ها را در آن‌ها جمع می‌کنند. سطل‌های مجزایی برای کاغذ، قوطی‌های قلعی یا آلومینیومی، بطری‌های شیشه‌ای یا پلاستیکی تدارک می‌بینند.

## وضعیت بازیافت درایران
به گفته نایب رئیس صنایع بازیافت ایران، روزانه ۵۰ میلیون کیلو زباله خانگی توسط شهروندان ایرانی تولید می‌شود و تنها ۵ درصد زباله‌های کشور بازیافت می‌شود.